# Actaea capricornensis
Actaea capricornensis es una especie de crustáceo decápodo de la familia Xanthidae.

## Distribución geográfica
Es oriundo de las costas de Nueva Gales del Sur y Queensland, en Australia.